# Filosofický ústav Akademie věd České republiky
Filosofický ústav AV ČR, v. v. i. (FLÚ AV ČR) je česká veřejná výzkumná instituce, jeden z ústavů Akademie věd České republiky. Sídlí na Starém Městě v Praze a zabývá se výzkumem v oblasti filozofie a příbuzných humanitních disciplín, zejména logiky, klasických a medievistických studií, komeniologie, teorie vědy a globálních studií.
Roku 1953 byl zřízen Filosofický ústav Československé akademie věd, avšak v roce 1970 byl z politických důvodů zrušen. K jeho obnovení došlo roku 1990.
FLÚ se člení na 14 vědeckých útvarů:
- Oddělení analytické filosofie
- Oddělení současné kontinentální filosofie
- Oddělení logiky
- Oddělení pro studium antického a středověkého myšlení
- Oddělení pro komeniologii a intelektuální dějiny raného novověku
- Oddělení pro studium novověké racionality
- Oddělení pro studium moderní české filosofie
- Centrum pro teoretická studia
- Oddělení politické filosofie a výzkumu globalizace
- Kabinet pro studium vědy, techniky a společnosti
- Kabinet pro klasická studia
- Centrum medievistických studií
- Archiv Jana Patočky
- Oddělení aplikované filosofie a etiky